# 교고쿠노미야 아야히토 친왕
교고쿠노미야 아야히토 친왕(일본어: 京極宮文仁親王 쿄고쿠노미야 아야히토신노[*], 1680년 9월 8일 ~ 1711년 4월 23일)은 에도 시대 중기의 황족이다.